# Robert Fouchet
Robert Fouchet, né le 19 décembre 1949 à Philippeville, en Algérie française, et mort le 28 avril 2022 à Marseille, en France, est un professeur d'université émérite français. Il a enseigné les sciences de gestion à l'université d'Aix-Marseille et a notamment fondé l'Institut de Management Public et de Gestion Territoriale, avec Jacques Bourdon et Jean-Rodolphe Lopez. 

## Biographie

### Enseignant-chercheur
De 1994 à 2000, Robert Fouchet dirige le Centre Universitaire Régional d'Études Territoriales (CURET) de l'université de Méditerranée. En 1996, il fonde l'IUP de Management Public qu'il dirige jusqu'en 2012. Il est directeur-fondateur de l'Unité de Formation et de Recherche en Management Public de l'IMPGT, institut qu'il a aussi co-fondé. 
De 2005 à 2008, il est vice-président de l'université Paul Cézanne. En 2008, il devient professeur des universités, en sciences de gestion. Il est codirecteur Centre d'Études et de Recherches en Gestion d'Aix-Marseille (CERGAM) de 2008 à 2018. De 2011 à 2018, il est professeur des universités en gestion, classe exceptionnelle. De 2016 jusqu'à sa mort, il occupe les fonctions de conseiller du président d'Aix-Marseille Université, d'abord d'Yvon Berland puis d'Eric Berton avec la délégation culturelle,. 
Durant sa carrière universitaire, il a encadré pas moins de 26 thèses. 

### Conseiller politique
En 1981, il devient conseiller « reconversion industrielle et relations internationales » du président PS de la région, Michel Pezet. En 2020, il accompagne Martine Vassal dans sa campagne pour les élections municipales en coordonnant la rédaction de son programme sur les questions de gouvernance.

### Acteur engagé de la vie culturelle
En parallèle de ses activités universitaires, Robert Fouchet a été un acteur engagé de la vie culturelle à Marseille, Aix-en-Provence et au-delà. Il a présidé les Concerts d'Aix pendant 17 ans avec Edmonde Charles-Roux. De 2009 à 2022, il préside Marseille Concerts, association qui a pour but de promouvoir la musique à Marseille,. Il est également administrateur de Marseille Provence Culture. Dans un entretien vidéo réalisé par La Provence il déclare : « Moi Président (...) j'agirai sur deux choses : un sur la pauvreté, deux sur la culture comme levier sur la pauvreté. »
Au cours de sa carrière, il a tissé de nombreuses collaborations avec d'autres acteurs culturels de la ville, notamment Macha Makeïeff quand elle dirigeait le théâtre de la Criée, ou le musée Cantini, l'église des Réformés ou encore le Musée d'Art Contemporain de Marseille. 

## Vie privée
Sa mère Suzy Fouchet a fondé le Festival de Saint-Victor en 1966,.
Sa nièce, Charline Fouchet, humanitaire pour l'ONG Acted et docteure en sciences de gestion, est décédée dans une attaque terroriste au Niger en 2021.

## Hommages
Le festival international d'art lyrique d'Aix-en-Provence lui a rendu un hommage, évoquant en Robert Fouchet un « ami de longue date », à l'origine du partenariat entre le Festival et Aix-Marseille Université, rappelant que Robert Fouchet a remis un doctorat honoris causa à son directeur général, Bernard Foccroulle. 
Le festival Oh les beaux jours ! dédie son prix 2022 à Robert Fouchet. 
Par arrêté du 19 juillet 2022, en mémoire du professeur Robert Fouchet, "l'amphithéâtre Z" de l'IMPGT est renommé l'amphithéâtre "Robert Fouchet". L'amphithéâtre Massilia de l'Université du Temps Libre (UTL) d'Aix-Marseille Université a été rebaptisé amphithéâtre Robert Fouchet en septembre 2022.

## Distinctions honorifiques
Depuis 2015, il est membre du conseil scientifique du symposium international : regards croisés sur les transformations de la gestion et des organisations publiques.
 Chevalier de l'ordre des Palmes académiques. En 2018, il est élevé au grade de chevalier de l'ordre national des Palmes académiques.

## Ouvrages
- Management public durable, comme directeur de la publication, éditions Bruxelles Bruylant, 2013[23]
- Cas en management public avec Jacques Bourdon, Jean-Rodolphe Lopez, Sophie Lamouroux, éditions EMS, 2012[23]